# Georg Årlin
Georg Adolf Wilhelm Årlin (30. december 1916 – 27. juni 1992) var en svensk skuespiller og instruktør.
Georg Årlin blev uddannet ved Dramatens elevskole 1935-1937, efter uddannelsen engageredes han ved Dramaten indtil1941. I perioden 1944-1956 og 1959-1963 var han ansat ved Malmø stadsteater. Han vendte tilbage til Dramaten og var aktiv indtil 1981. Han debuterede på film i 1940 i Nils Jerrings Vi Masthuggspojkar og medvirkede i omkring 60 film og TV-produktioner.

## Udvalgt filmografi
- Fire gutter vælter byen (1940)
- Tykke Thor som spøgelse (1941, ukrediteret)
- Sveriges Robin Hood (1941)
- Barabbas (1953)
- Blå himmel (1955)
- Laila (1958)
- Gøngehøvdingen (1961)
- Bryllupsnatten (1964)
- Emil fra Lønneberg (1971)
- Nye løjer med Emil fra Lønneberg (1972)
- Hvisken og råb (1972)
- Emil og grisebassen (1973)
- Slip fangerne løs, det er forår! (1975)
- Brødrene Løvehjerte (1977)
- Den enfoldige morder (1982, ukrediteret)
- Fanny og Alexander (1982)
- Arrilds tid (1988)
- Tre kärlekar (tv-serie, 1991)